# Revolta 21
Revolta 21 és un grup de música hardcore de Sant Pere de Riudebitlles, a l'Alt Penedès, actiu entre el març de 2000 i l'octubre de 2011, i novament des de l'agost de 2015. El disc No oblidis mai va ser enregistrat als estudis RIP Records per Marc Bòria. Va comptar amb la col·laboració de Cesk Freixas en dues de cançons del disc, fent les segones veus.

## Discografia
- 2001. Stop (maqueta autoeditada)[5]
- 2002. El crit d'un poble (Bullanga Records)[1]
- 2004. No oblidis mai (Propaganda pel fet)[1]
- 2007. El cor en un puny (Propaganda pel fet)[1]
- 2010. Sols (Mediadavid)[6]